# 姜映芳
姜 映芳（きょう えいほう、Jiang Yingfang、1833年 - 1862年）は、清末のトン族の蜂起の指導者。姜応芳とも書く。
貴州省天柱出身。貧農の出身で、1855年に天地会を組織し、「反清復明」「打富済貧」をスローガンに蜂起し、ゲリラ戦を展開した。1858年には大成国の平靖王李文茂と連携作戦を行った。1861年、張秀眉のミャオ族軍と連合し、龍海寛・陳大六らとともに政権を樹立して「定平王」と名乗り、九竜山を根拠地とした。1862年4月、天柱県を占領し、湖南省へと進撃を開始した。軍紀は厳正で蜂起軍は3万人にも膨れ上がった。しかし清軍は湖南巡撫の毛鴻賓・貴州巡撫の韓超に天柱を包囲させ、激戦の末、天柱は陥落し、姜映芳は九竜山に逃れた。だが裏切りに遭って捕らえられ、9月に処刑された。